# Klofazymina
Klofazymina (łac. clofaziminum) – wielofunkcyjny organiczny związek chemiczny, pochodna fenazyny, chemioterapeutyk stosowany w leczeniu trądu.

## Mechanizm działania
Klofazymina jest silnie lipofilowym związkiem o działaniu przeciwdrobnoustrojowym (bywa też określany jako antybiotyk) z grupy pochodnych riminofenazyny (czyli fenazyny zawierającej podstawioną grupę iminową =N−R, „R-imino”). Mechanizm działania nie został ustalony, jednakże wydaje się, że działa destabilizująco na ścianę komórkową bakterii, bakteryjny łańcuch oddechowy oraz transportery jonowe. Oprócz działania przeciwbakteryjnego klofazymina posiada właściwości przeciwzapalne oraz immunosupresyjne.

## Zastosowanie
- trąd[1]
- trąd oporny na leczenie dapsonem[1]
- rumień guzowaty w przebiegu trądu[1]
- leczenie gruźlicy lekoopornej (lek 5. grupy według WHO o niejasnej skuteczności)[6]

Klofazymina znajduje się na wzorcowej liście podstawowych leków Światowej Organizacji Zdrowia (WHO Model Lists of Essential Medicines) (2015).
Klofazymina nie jest dopuszczona do obrotu w Polsce (2016).

## Działania niepożądane
Klofazymina może powodować następujące działania niepożądane u ponad 1% pacjentów:
- zmiana zabarwienia skóry od czerwonego do czarnobrązowawego w ciągu kilku tygodni od rozpoczęcia leczenia, które ustępuje po miesiącach lub latach po zakończeniu leczenia (75–100%),
- zmiana zabarwienia moczu, kału, śliny i potu,
- zmiana zabarwienia spojówek i rogówki,
- rybia łuska i suchość skóry (8–28%),
- wysypka i świąd (1–5%),
- ból brzucha, biegunka, nudności, wymioty, dyspepsja (40–50%),
- suchość, pieczenie, swędzenie lub podrażnienie oczu,
- podwyższony poziom glukozy w osoczu krwi,
- podwyższony odczyn Biernackiego (OB).